# Бертиандуш
Бертиандуш (порт. Bertiandos)  —  район (фрегезия) в Португалии,  входит в округ Виана-ду-Каштелу. Является составной частью муниципалитета  Понте-де-Лима. По старому административному делению входил в провинцию Минью. Входит в экономико-статистический  субрегион Минью-Лима, который входит в Северный регион. Население составляет 392 человека на 2001 год. Занимает площадь 2,26 км².